# Ospedale Baratto
L'ex ospedale Baratto è un edificio storico di Schio che ospita la biblioteca civica Renato Bortoli. 

## Storia

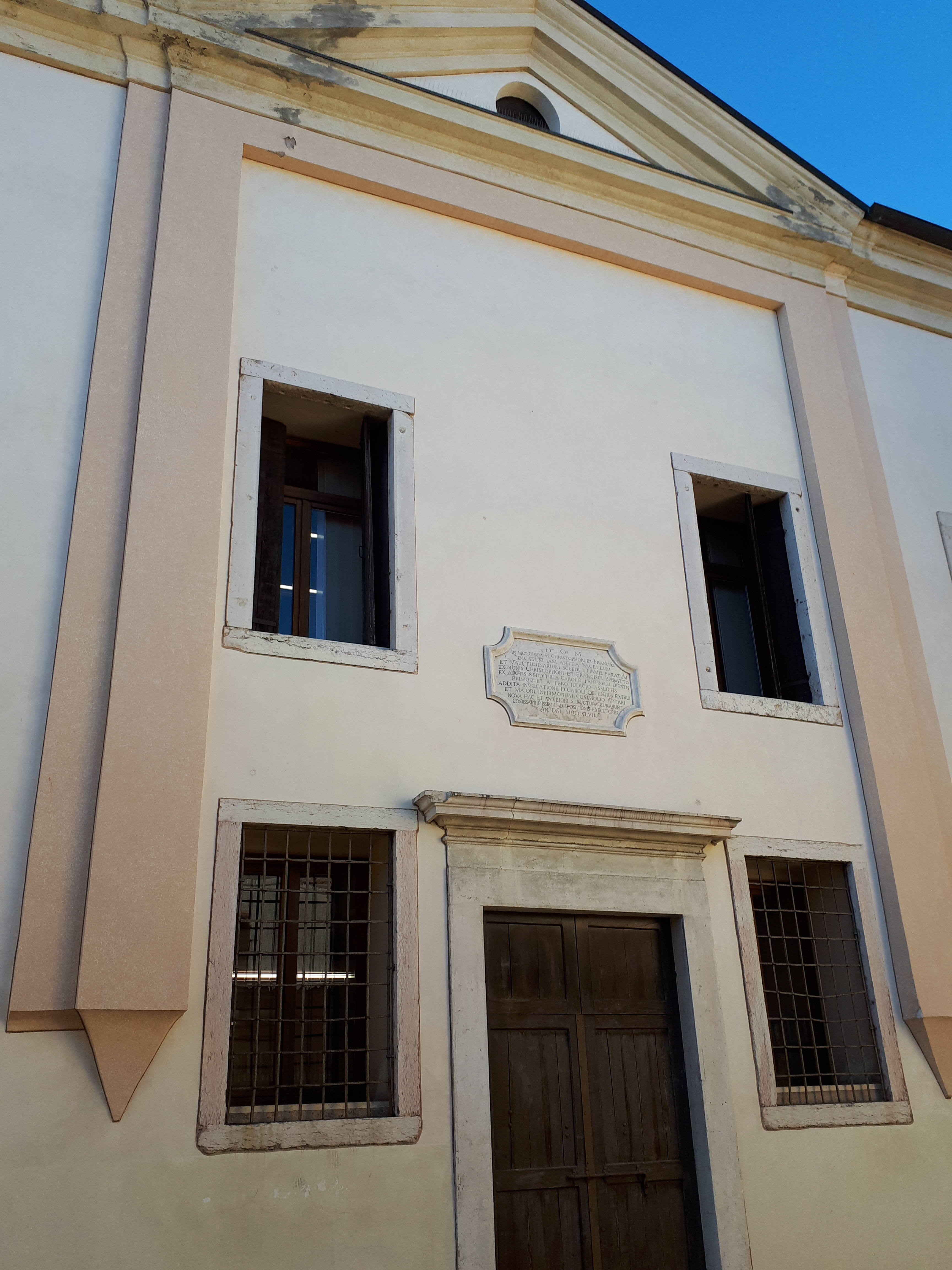
La settecentesca chiesa dell'ospedale, sconsacrata nel 1807

Il palazzo risale ad almeno il 1611 quando in base al lascito testamentario di Cristoforo e Francesco Baratto (deceduti rispettivamente nel 1595 e 1599) si operò per l'edificazione di un ospedale a Schio presso la contrada Corobbo. Le disposizioni testamentarie diedero luogo sin dal principio a lunghe rivendicazioni e contese legali da parte degli eredi e degli amministratori dei beni, così l'ospedale poté essere eretto solo oltre un decennio dopo il decesso dei Baratto. 
Il testamento di Cristoforo Baratto dichiarava esplicitamente che l'ospedale doveva esser fondato presso la contrada Corobbo, lasciando forse intendere che dovesse esser costruito ex novo; tuttavia il palazzo, considerato il suo stile architettonico rinascimentale, con cenni gotici, era probabilmente già esistente e fu solamente riadattato al nuovo impiego. Nel corso del Seicento e nella prima metà del Settecento l'edificio venne a più riprese sottoposto a rimaneggiamenti, migliorie e ampliamenti per adeguarlo alle nuove funzioni.
Si deve al lascito di Carlo Fantinelli, deceduto nel 1735, l'allungamento del corpo di fabbrica lungo l'attuale via Baratto, realizzato nel 1748 mediante demolizione delle vecchie unità che facevano parte del complesso e costruzione di un unico edificio, compresa l'edificazione della nuova chiesa dell'ospedale, dedicata per l'occasione ai santi Cristoforo, Francesco e Carlo (cioè ai santi corrispondenti ai tre principali benefattori dell'istituzione ospedaliera). La facciata della chiesa rimase tuttavia incompiuta sino al 1754. Va detto che una chiesa, leggermente discostata rispetto a quella costruita nel Settecento, esisteva fin dai tempi della fondazione dell'ospedale, la presenza di un luogo di culto annesso all'ospedale era infatti stabilito nelle disposizioni testamentarie dei Baratto, la precisa collocazione del primitivo oratorio non è tuttavia stata identificata con certezza. Un ulteriore ampliamento, il corpo di fabbrica disposto a destra della chiesa, venne effettuato nel 1782, conferendo al palazzo l'aspetto definitivo.
Nel 1807 venne imposta una permuta di locali tra Stato e comune: l'ospedale fu trasferito nella ex sede conventuale di San Francesco; i locali dell'antico ospedale Baratto ospitarono il tribunale, le carceri mandamentali, con i conseguenti lavori di adattamento interno dell'edificio, completati dalla costruzione di un nuovo padiglione per ospitare i detenuti e la sconsacrazione della chiesa. Nelle carceri, nell'immediato secondo dopoguerra, si consumò il massacro noto come eccidio di Schio. Successivamente il palazzo fu adibito a caserma della Guardia di finanza e a deposito di generi di monopolio.
Nel 1980 l'antico ospedale Baratto venne acquistato del comune di Schio e sottoposto ad un radicale restauro per ospitare la biblioteca civica, che si trasferì nella nuova sede nel 1988.

## Architettura

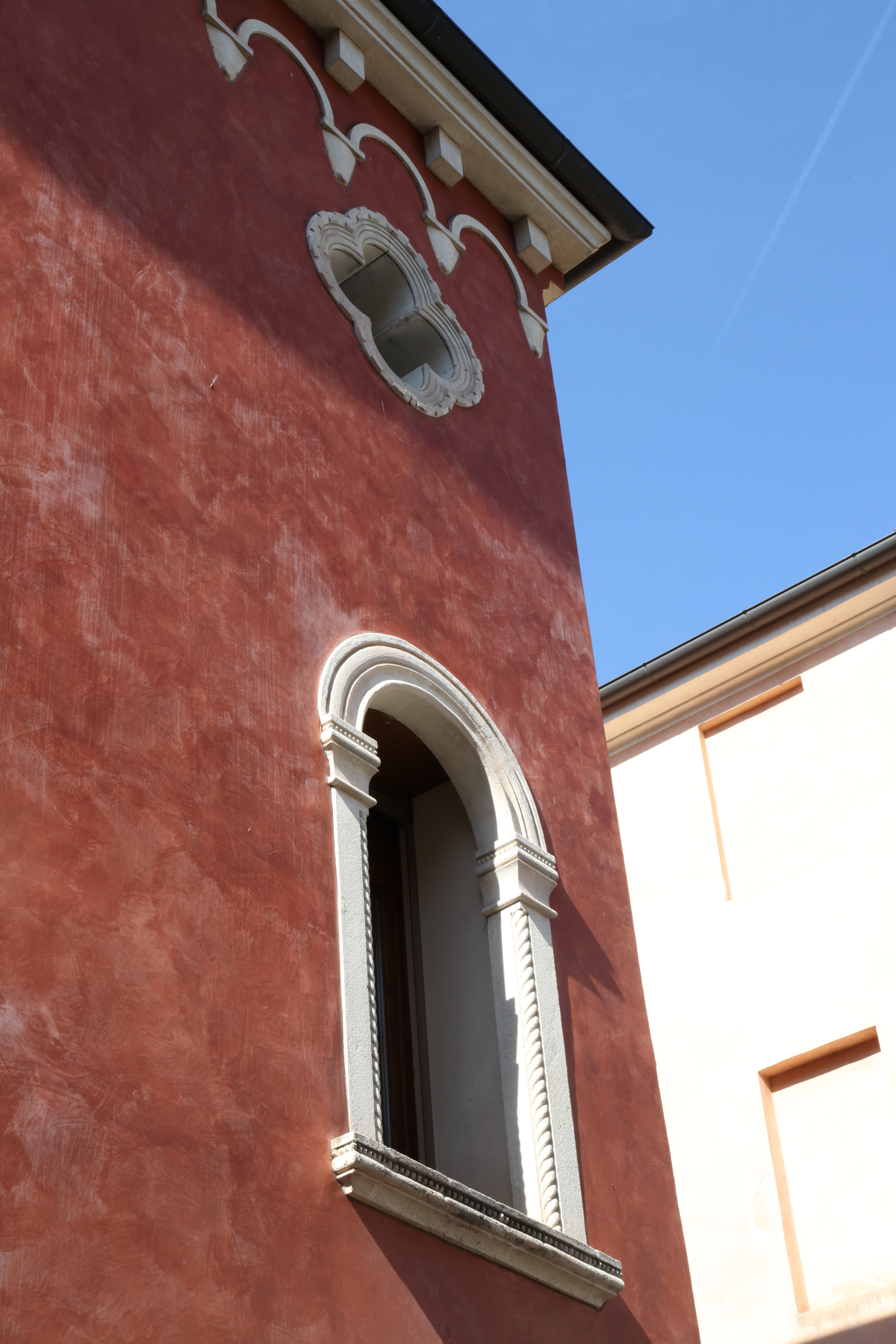
Particolare della facciata con finestre ed archetti pensili

L'antico ospedale Baratto si affaccia nel quadrivio un tempo denominato contrada Corobbo. La facciata presenta al piano terra una serie di cinque porte rettangolari, quella centrale (l'unica antica) è incorniciata da stipiti in pietra finemente lavorati. Il primo piano presenta, in corrispondenza delle porte sottostanti, una serie di quattro finestre a tutto sesto; sopra la porta d'ingresso principale si apre invece un'elegante trifora. Il piano superiore presenta, sempre in linea con le sottostanti aperture, delle interessanti finestrelle quadrilobate; degli archetti pensili concludono la facciata. Dal tetto emergono tre raffinati comignoli in cotto.
La fiancata dello stabile che si sviluppa lungo via Baratto consiste in un semplice fabbricato lineare ritmato da numerose finestre con stipiti in pietra e conclusa da un passaggio carraio pure in pietra; è interrotta in posizione centrale dalla facciata dell'ex chiesa dei Santi Cristoforo, Francesco e Carlo, delimitata da lesene in intonaco dal resto dell'edificio e conclusa da un timpano sulla sommità. Sopra il portale d'ingresso della chiesa una lapide recita: "D(EO) O(PTIMO) M(AXIMO) / IN HONOREM S(ANCTORUM) CHRISTPHORI ET FRANCISCI / DICATUM IAM ANTEA SACELLUM / ET VALETUDINARIUM SCLEDI INFIRMIS PARATUM / EX BONIS CHRISTOPHORI ET FRANCISCI BARATTO / EX AUCTIS REDDITIB(US) A CAROLO FANTINELLI LEGATIS / PRIMOQ(UE) ET ALTERO IUDICIO ASSERTIS / ADDITA INVOCATIONE D(IVI) CAROLI DECENTIUS EXTRUI / ET MAIORI INFIRMORUM COMMODO APTARI / NOVA HAC AMPLIORI STRUCTURA CURARUNT / COMMISSARII PIISSIMAE DISPOSITIONIS EXECUTORES / AN(NO) D(OMI)NI MDCCLVII" (traduzione: A Dio ottimo massimo. I commissari che eseguirono la piissima disposizione curarono, con questo nuovo e più ampio edificio, che venisse più decorosamente costruito e adattato, a maggior conforto degli infermi, il sacello da tempo dedicato ai santi Cristoforo e Francesco e l'ospedale apprestato per gli infermi di Schio con beni di Cristoforo e Francesco Baratto, gli aumentati redditi vincolati da Carlo Fantinelli attribuiti in prima e seconda sentenza, aggiuntavi l'invocazione di san Carlo. Anno del Signore 1747).
Il cortile interno dello stabile, risistemato in occasione dei lavori di restauro degli anni ottanta, conserva la vera da pozzo del 1762. Il pozzo era stato scavato in sostituzione di uno più antico, abbandonato a causa della riduzione della portata idrica. Il cortile è chiuso sul fondo dal padiglione edificato durante il periodo di dominazione austriaca e adibito a ricovero di detenuti; esso conserva due lapidi posate in memoria dei fatti e dei caduti vittime dell'eccidio del 1945: la prima, posata nel 1994 recita: "COMUNE DI SCHIO / IN QUESTO EDIFICIO / GIÀ CARCERE ORA DONATO AGLI STUDI / LA NOTTE TRA IL 6 E IL 7 LUGLIO 1945 / CON L'ECCIDIO DI CINQUANTAQUATTRO VITE / UOMINI E DONNE INGIUDICATI / PRETENDENDO DI FARE GIUSTIZIA / SULLA BARBARIE / ALTRA BARBARIE SI COMPÌ / NON IN MEMORIA DELL'ODIO / MA IN SEGNO DI PIETÀ / LA CITTÀ PONE / 1994"; la seconda, posta in seguito al "patto di concordia civica" siglato nel 2005, contiene l'elenco delle vittime.